# جونگ یو کیونگ
جونگ یو کیونگ (انگلیسی: Jung Yoo-kyung؛ زادهٔ ۸ دسامبر ۱۹۶۸) فیلم‌نامه‌نویس، و نویسنده اهل کره جنوبی است.